# Luna Rossa Challenge
Luna Rossa Challenge est un syndicat italien participant à la Coupe de l'America. Son propriétaire est Patrizio Bertelli.

## Coupe Louis Vuitton 2000
Le Team Prada Challenge y présente deux unités, le Luna Rossa (ITA-45) et le Luna Rossa (ITA-48). C'est ITA-45 qui remporte l'épreuve.

## Coupe de l'America 2000
Ce syndicat est auparavant dénommé du nom de son sponsor Prada et c'est sous ce nom qu'il arrive en finale de la 2000 America's Cup (en) en présentant le monocoque Luna Rossa (ITA-45)  contre le New Zealand (NZL-60) du Team New Zealand.

## Coupe Louis Vuitton 2003
En 2003, Luna Rossa (ITA-74), participant aux qualifications de l'America's Cup 2003, est éliminé en demi-finale par l'americain OneWorld (USA-67).

## Coupe Louis Vuitton 2007

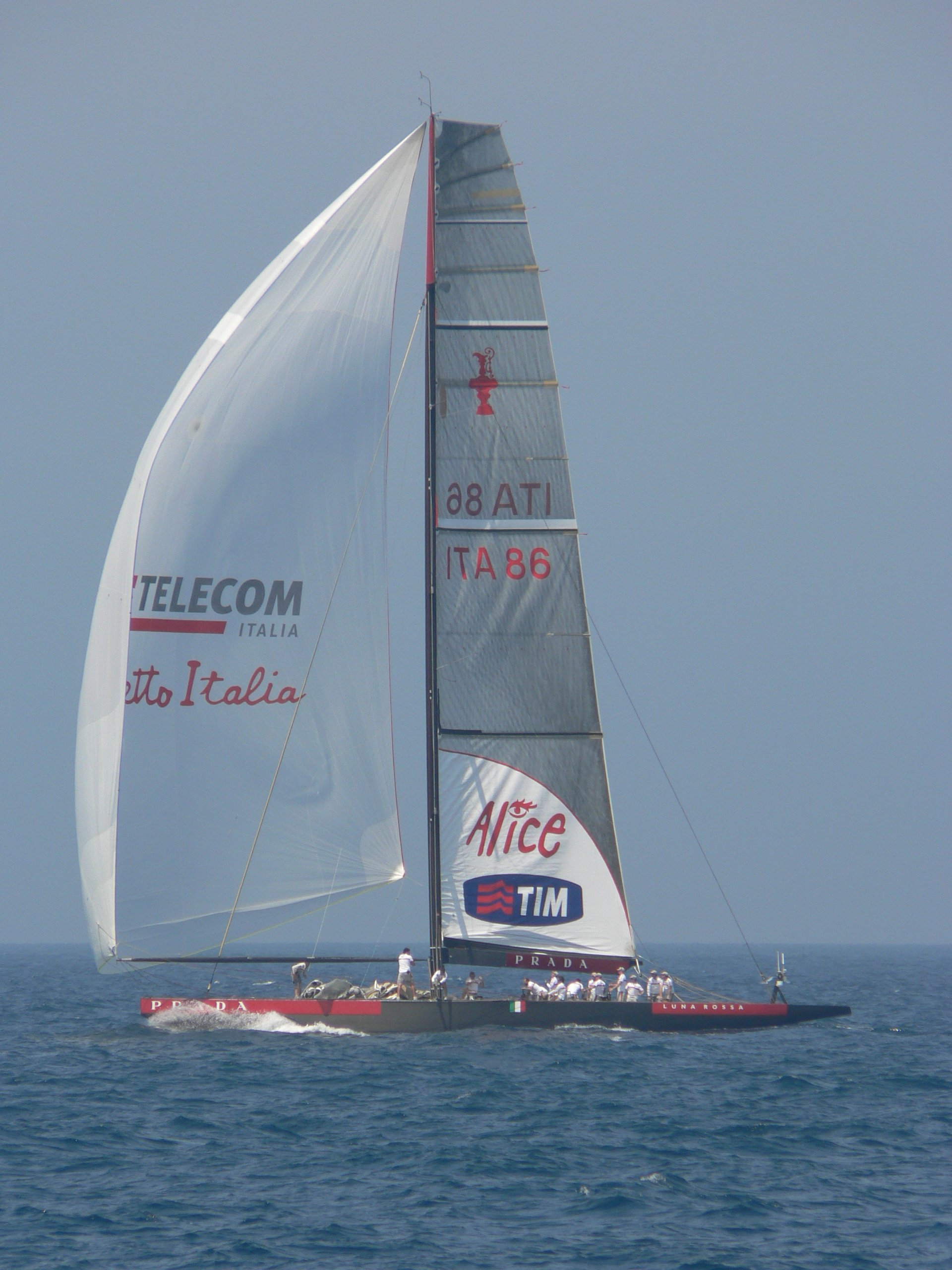
Luna Rossa Challenge

En 2007, Lors de la Coupe Louis Vuitton 2007, Luna Rossa (ITA-85) se qualifie pour la finale de la série challenger, après une victoire de 5-1 sur BMW Oracle Racing . Le 6 juin 2007, il a été battu dans la finale par Emirates Team New Zealand après avoir concédé 5 défaites. C'est la première fois que la Coupe Louis Vuitton est gagnée 5-0.

## Trophée Louis-Vuitton2010
C'est une série de quatre compétitions entre bateaux de Class America préparatoire à la prochaine Coupe de l'America. Deux bateaux italiens y participent Luna Rossa (ITA-86) et (ITA-94). ITA-94 est battu en finale par New Zealand (NZL-92).

## America's Cup World Series2013
C'est une course de catamaran de 13,45 m, classe AC45 à ailes rigides, nouveau type de bateau pour l'America's Cup 2013.

## Coupe Louis-Vuitton 2013
C'est une course de catamaran de classe AC72 de 22 m qui opposa les trois challengers Artemis Racing, Emirates Team New Zealand et Luna Rossa Challenge.

## Coupe Prada 2021

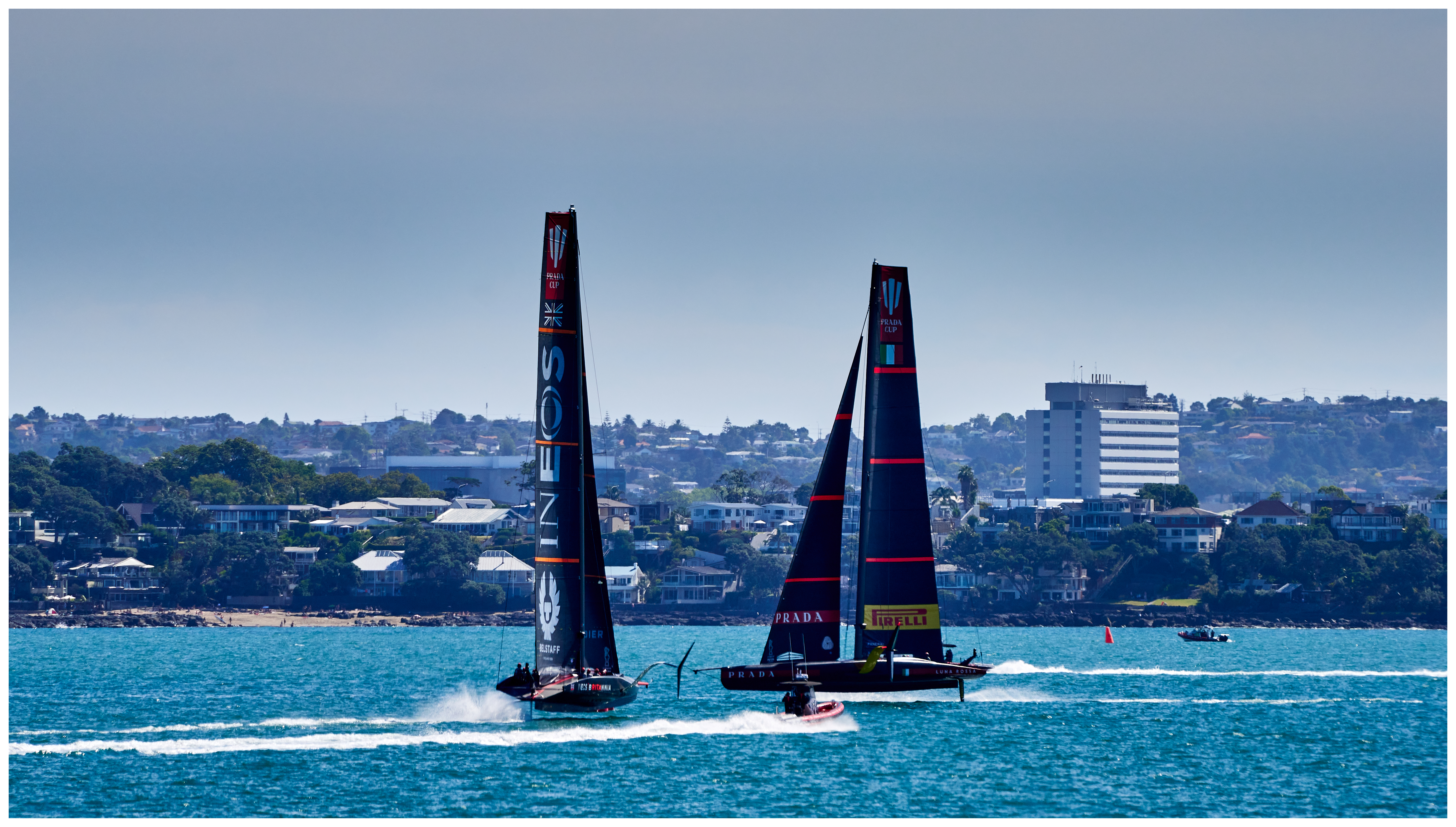
Les deux concurrents avec ailes portantes dans et hors de l'eau.

Le défi prend part à la Coupe Prada (Prada Cup) pour déterminer qui affrontera le defender Emirates Team New Zealand lors de la Coupe de l'America. Ils dominent les Américains (2-0) mais se font battre par les Anglais d'Ineos Team UK (0-2) au premier tour, puis éliminent les Américains (4-0), avant de s'imposer en finale face aux Anglais (7-1). Ils gagnent donc le statut de challenger, qui les fera affronter les Néo-Zélandais lors de la Coupe.

## Coupe de l'America 2021
À l'issue de la Coupe de l'America 2017, le vainqueur Emirates Team New Zealand désigne comme challenger of record le défi italien. Ensemble, ils présentent le protocole de la 36e édition le 29 septembre suivant.